# (Re)quest -Best of Plastic Tree-
『(Re)quest -Best of Plastic Tree-』（リクエスト ベスト オブ プラスティック トゥリー）は、Plastic Treeのベスト・アルバム。2022年6月22日にJVCケンウッド・ビクターエンタテインメントより発売された。

## 概要
Plastic Treeメジャーデビュー25周年を“樹念”(記念)したファンリクエストベストアルバム。ベスト・アルバムとしては『ALL TIME THE BEST』(2010年)以来約12年ぶり、カップリング曲集『続 B面画報』(2019年)からは約3年4か月ぶりのリリース。CD作品としては『十色定理』(2020年)から約2年3か月ぶりのリリースとなった。
2022年2月5日から2月28日にかけて、ベストアルバムに収録してほしい楽曲および新録してほしい楽曲の投票を行い、収録曲が決定された。CD2枚組みとなり、メジャーデビュー曲「割れた窓」から、最新アルバム『十色定理』収録曲「エンドロール。」まで、新旧織り交ぜた全30曲を収録。うち1曲は新録(=Rebuild)された。
初回限定盤には、メンバー4人が収録曲について語る「プラっと語リー酒〜ベストアルバム編〜」、ビクター移籍以降に発表された「ミュージックビデオ」全17曲などが収録されたBlu-rayが付属した。

## 収録曲

### CD Disc 1
1. 割れた窓
  - 作詞：Ryutaro、作曲：Tadashi、編曲：Plastic Tree

1stシングル。
2. 絶望の丘
  - 作詞：Ryutaro、作曲：Tadashi、編曲：Plastic Tree・西脇辰弥

3rdシングル。
TOKYO FM『RADIO MAGAZINE WHAT'S IN?』テーマソング。
3. トレモロ
  - 作詞・作曲：Ryutaro、編曲：山口一久&Plastic Tree

4thシングル。
テレビ朝日系『Mew』1999年3月度オープニングテーマ。
4. Sink
  - 作詞：Ryutaro、作曲：Tadashi、編曲：Plastic Tree&成田忍

5thシングル
よみうりテレビ・日本テレビ系全国ネットアニメ『金田一少年の事件簿』エンディングテーマ。
5. ロケット
  - 作詞：Ryutaro、作曲：Tadashi、編曲：Plastic Tree&成田忍

8thシングル。
TBS系『筋肉精鋭』エンディングテーマ。
6. 睡眠薬
  - 作詞：竜太朗、作曲：Tadashi、編曲：Plastic Tree&成田忍

3rdアルバム『Parade』収録曲。
7. プラネタリウム
  - 作詞：竜太朗、作曲：Tadashi、編曲：Plastic Tree&成田忍

9thシングル。
テレビ東京系『たけしの誰でもピカソ』エンディングテーマ。
8. 散リユク僕ラ
  - 作詞：竜太朗、作曲：Akira、編曲：Plastic Tree

10thシングル。
9. 蒼い鳥
  - 作詞・作曲：有村竜太朗、編曲：Plastic Tree&成田忍

11thシングル。
10. 雨ニ唄エバ
  - 作詞：有村竜太朗、作曲：長谷川正、、編曲：Plastic Tree・西脇辰弥

4thアルバム『トロイメライ』収録曲。
11. 「雪蛍」
  - 作詞・作曲：有村竜太朗、編曲：Plastic Tree

15thシングル。
広島RCC中国放送『COOL Syndicate』2004年1月度エンディングテーマ。
12. 冬の海は遊泳禁止で
  - 作詞：有村竜太朗、作曲：ナカヤマアキラ、編曲：Plastic Tree

15thシングル『「雪蛍」』カップリング曲。
13. 春咲センチメンタル
  - 作詞・作曲：有村竜太朗、編曲：Plastic Tree・亀田誠治

16thシングル
テレビ埼玉『HOT WAVE』2004年4月度エンディングテーマ。
14. 空中ブランコ
  - 作詞：有村竜太朗、作曲：長谷川正、編曲：Plastic Tree

21stシングル。
15. メランコリック (Rebuild)
  - 作詞・作曲：有村竜太朗、編曲：Plastic Tree

17thシングルの新録版。
原曲版はテレビ神奈川『Mutoma JAPAN』2004年8月度テーマソング。

### CD Disc 2
1. スピカ
  - 作詞・作曲：有村竜太朗、編曲：Plastic Tree&増渕東・北浦正尚

23rdシングル。
『徳光和夫の感動再会"逢いたい"』エンディングテーマ。
2. 真っ赤な糸
  - 作詞：有村竜太朗、作曲：長谷川正、編曲：明石昌夫

24thシングル『真っ赤な糸/藍より青く』の1曲目。
3. ゼロ
  - 作詞：有村竜太朗、作曲：長谷川正、編曲：Plastic Tree

2007年9月8日に開催されたPlastic Tree日本武道館ライブ「ゼロ」会場限定配布曲。
本作には『Plastic Tree Tribute〜Transparent Branches〜』(2017年)に収録された再録版が収録されている[3]。
4. リプレイ
  - 作詞・作曲：有村竜太朗、編曲：Plastic Tree

26thシングル『リプレイ/Dolly』の1曲目。
名古屋テレビ放送『光る!スポーツ研究所』2008年8月度エンディングテーマ
5. 梟
  - 作詞：有村竜太朗、作曲：有村竜太朗、長谷川正、編曲：Plastic Tree

27thシングル。
中京テレビ・日本テレビ系『カウントダウン・ドキュメント 秒ヨミ!』2009年6月度エンディングテーマ。
6. パイドパイパー
  - 作詞・作曲：長谷川正、編曲：Plastic Tree

28thシングル『サナトリウム』カップリング曲。
7. みらいいろ
  - 作詞：有村竜太朗、作曲：長谷川正、編曲：Plastic Tree

30thシングル。
テレビ東京系アニメ『遊☆戯☆王5D's』第5期エンディングテーマ。
8. くちづけ
  - 作詞：有村竜太朗、作曲：長谷川正、編曲：Plastic Tree

32ndシングル
9. ライフ・イズ・ビューティフル
  - 作詞・作曲：有村竜太朗、編曲：Plastic Tree

12thアルバム『インク』収録曲。
10. 瞳孔
  - 作詞：有村竜太朗、作曲：長谷川正、編曲：Plastic Tree

34thシングル。
テレビ朝日系『Break Out』2013年9月度オープニング・トラック。
11. マイム
  - 作詞：有村竜太朗、作曲：長谷川正、編曲：Plastic Tree

35thシングル。
12. スロウ
  - 作詞：有村竜太朗、作曲：有村竜太朗、長谷川正、編曲：Plastic Tree

36thシングル。
13. 剥製
  - 作詞・作曲：有村竜太朗、編曲：Plastic Tree

13thアルバム『剥製』収録曲。
14. 静かの海
  - 作詞：有村竜太朗、作曲：長谷川正、編曲：Plastic Tree

38thシングル『サイレントノイズ』カップリング曲。
PlayStation Vita用ゲーム『Collar×Malice』エンディング主題歌。
15. エンドロール。
  - 作詞・作曲：有村竜太朗、編曲：Plastic Tree

15thアルバム『十色定理』収録曲。

### Blu-ray（初回限定盤のみ）
1. プラっと語リー酒〜ベストアルバム編〜
2. ミュージックビデオ
  - 静脈
  - くちづけ
  - シオン
  - ピアノブラック
  - 瞳孔
  - 影絵
  - マイム
  - スロウ
  - 落花
  - サイレントノイズ
  - 念力
  - 雨中遊泳
  - 遠国
  - インサイドアウト
  - 灯火
  - 潜像
  - C.C.C.
3. エンドロール。